# Чёрный зверь
«Чёрный зверь», или «Предме́т отвраще́ния» (фр. Bête Noire) — второй эпизод седьмого сезона британского научно-фантастического телесериала «Чёрное зеркало». Сценарий написал создатель и шоураннер сериала Чарли Брукер, а режиссёром выступил Тоби Хейнс. Премьера наряду с остальной частью седьмого сезона состоялась 10 апреля 2025 года на Netflix.
По сюжету эпизода, вокруг Марии, кулинарного исследователя, постепенно начинает меняться реальность, после того как её бывшая одноклассница устраивается на работу в её офис. Эпизод получил в целом положительные отзывы критиков.

## Сюжет
Мария (Сиена Келли) работает в отделе исследований и разработок на шоколадной фабрике, придумывая новые рецепты. Во время дегустации её последней разработки члены фокус-группы посчитали концепт Марии отвратительным, но Верити (Рози Макьюэн) говорит, что во второй раз батончик показался вкуснее, после чего все попробовали разработку ещё раз и согласились.
Верити сталкивается с Марией в туалете, узнаёт в ней бывшую одноклассницу и сообщает, что собирается устроиться в их компанию, хотя Мария настаивает, что открытых вакансий в данный момент нет. Позже она обнаруживает на сайте вакансию, а начальник подтверждает, что расширяет штат.
На следующий день Верити принимают на работу, и она быстро вливается в коллектив. Мария обнаруживает, что её собственная работа изменилась, что наносит ущерб её репутации, а также происходят другие изменения, заставляющие Марию сомневаться в собственной памяти. Она начинает подозревать, что в этих изменениях виновата Верити.
Мария вспоминает, что в школе Верити была изгоем, помешанным на компьютерах. Мария пишет Натали, школьной подруге, которая распускала слухи о сексуальной связи Верити с учителем, но узнаёт, что та недавно покончила жизнь самоубийством. Из слов мужа Натали Мария понимает, что та переживала то же, что и она сейчас.
Мария приходит в офис и обнаруживает, что пропустила общее собрание сотрудников, о котором она якобы была уведомлена. Мария и Верити разговаривают, а потом Верити внезапно выпивает миндальное молоко своей коллеги на глазах у Марии. Вместе с начальником они просматривают записи с камер видеонаблюдения, и на них видно, как Мария агрессивно выхватывает у Верити молоко и пьёт. Мария заявляет, что у неё аллергия на орехи, но никто, даже поисковик Google, не знает такого термина. Мария замечает, что Верити гладит кулон в форме слезы на своей шее и шепчет в него, и догадывается, что та использует его для изменения реальности. Мария пытается отобрать кулон у Верити; её увольняют.
Ночью Мария врывается в дом Верити, обнаруживает огромную серверную комнату и тот самый кулон. Верити замечает Марию, прячущуюся под кроватью, и объясняет ей, что после окончания школы она стала опытным программистом и создала у себя дома квантовый компьютер, который может перемещать её в любую временную линию по её желанию с помощью пульта-кулона. Она несколько раз меняет реальность вокруг Марии, измываясь над ней, как ранее над Натали, чтобы отомстить за слухи, которые, как выяснилось, распустила Мария. Мария нападает на Верити, но та изменяет реальность таким образом, что полиция уже прибыла, а в руках Марии оказывается нож. Марии удаётся выхватить у полицейского пистолет и застрелить Верити. Она хватает кулон и использует отпечаток пальца Верити, чтобы перенастроить его на себя. Изменив несколько раз реальность, Мария в конечном счёте провозглашает себя императрицей вселенной.

## Производство
«Bête Noire» — французский термин, обозначающий что-то презираемое или что-то, чего сторонятся. Брукер рассказал, что в ранней версии сценария Верити использовала кольцо вместо кулона, и эпизод назывался «Кольцо истины». Это название было отклонено, поскольку Брукер посчитал его «слишком прямолинейным». Соответствуя теме эпизода, были выпущены две версии эпизода, в которых название ресторана, в котором подают курицу, меняется либо с «Bernie’s» на «Barnie’s», либо наоборот. У каждого пользователя Netflix версия эпизода определяется случайным образом.

## Анализ
Большая часть эпизода представляет собой психологическую драму, которая в конце становится научной фантастикой.
Основная тема эпизода — манипуляция реальностью, которую Чарли Брукер и некоторые критики назвали «газлайтингом». Сюжет основан на феномене коллективной памяти, известном как «эффект Манделы», когда ложное воспоминание принимается за доказательство существования альтернативной вселенной, где ложный факт является правдой. В одной из сцен эпизода упоминается «эффект Манделы».

## Критика
Эпизод получил в целом положительные отзывы. Критики высоко оценили игру Келли и Макьюэн.
На сайте-агрегаторе рецензий Rotten Tomatoes эпизод получил рейтинг свежести 78 % на основе 9 рецензий критиков.